# Indya Moore
Indya Adrianna Moore (Bronx, 17 de janeiro de 1995) é uma personalidade americana que trabalha como modelo e intérprete das artes cênicas. Moore ganhou reconhecimento por interpretar a personagem Angel na série da FX, Pose. A revista Time nomeou-lhe como uma das 100 pessoas mais influentes do mundo em 2019. Moore é uma pessoa transgênero e não binária, e usa os pronomes neutros they/them.

## Primeiros anos
Indya Moore nasceu no Bronx, Nova Iorque, e tem ascendência haitiana, porto-riquenha e dominicana. Aos seus 14 anos, deixou a casa de seus pais devido à transfobia destes e entrou em um orfanato se mudando com frequência durante essa época e acabando por morar em todos os cinco distritos da cidade de Nova York. Depois da intimidação frequente pela qual sofria, Moore largou o colégio durante seu segundo ano. Começou a trabalhar como modelo aos 15 anos de idade, tendo obtido seu Diploma de Equivalência Geral (GED), equivalente ao grau de conclusão do ensino médio.

## Carreira

### Primeiros trabalhos
Moore se tornou modelo aos 15 anos e começou a trabalhar em sessões de fotos para a Dior e Gucci, apesar do tratamento inicial da indústria da moda ter avaliado Moore como uma escolha arriscada.
Embora Moore estivesse agendando shows de modelagem, seu descontentamento com a indústria da moda e a ênfase desta na imagem corporal era crescente. Moore conheceu o dançarino veterano de salão de baile Jose Gutierez Xtravaganza enquanto atuava como coadjuvante na série de televisão The Get Down. Ele encorajou Indya a continuar atuando e fez um convite para uma audição do filme independente Saturday Church. Moore conseguiu o papel de Dijon no filme, que foi exibido no Festival de Cinema de Tribeca e o The Hollywood Reporter avaliou como "doce e comovente". O filme foi lançado em 12 de janeiro de 2018 pela Samuel Goldwyn Films.
No início de 2017, Moore entrou na New York Fashion Week e realizou ensaios fotográficos para a revista Vogue na edição publicada na Espanha. Ainda em 2017, Moore apareceu no videoclipe do single Swish Swish de Katy Perry, se apresentando ao vivo com ela em 20 de maio do mesmo ano do Saturday Night Live, onde aparece nos créditos como membro da House of Xtravaganza, uma das casas mais populares na cena underground da cultura de baile dos Estados Unidos, que também era inicialmente a casa de sua personagem em Pose.

### Pose, série de televisão
No final de 2017, Moore conseguiu um papel na série de televisão Pose, produzida por Ryan Murphy e exibida pela FX, que aborda a cultura do baile da cidade de Nova York no final dos anos 1980. Em Pose, Moore interpreta Angel Evangelista, uma profissional do sexo transgênero que se junta à família da Casa Evangelista após deixar a Casa Abundance com sua amiga Blanca. Enquanto Angel trabalhava nos píeres de Nova York, ela conheceu Stan, um yuppie interpretado por Evan Peters, e se tornou sua amante.
A série estreou em 3 de junho de 2018 e recebeu aclamação da crítica. A primeira temporada contou com o maior elenco transgênero de todos os tempos em uma série de televisão, com roteiro que conta com mais de 50 personagens transgêneros. Em 12 de julho de 2018, foi anunciado que a série havia sido renovada para uma segunda temporada, que estreou em 11 de junho de 2019.A terceira e última temporada estreou originalmente em 2 de maio de 2021 e foi concluída em 6 de junho de 2021, com aclamação da crítica.

### Projetos atuais
Em 2018, Moore assinou um contrato com a IMG Models e William Morris Endeavor (WME). Moore foi a primeira pessoa transgênero contratada por WME. Moore também fundou a produtora Beetlefruit Media, que fornece uma plataforma para publicação de relatos sobre pessoas LGBTQI+ e outros grupos sociais privados de direitos.
Moore apareceu no videoclipe "Don't Pull Away" (2017) de J.View e no videoclipe "Saint" (2018) de Blood Orange.
Em maio de 2019, Moore se tornou a primeira pessoa transgênero a ser destaque na capa da versão americana da revista Elle.
Em dezembro de 2019, Moore estreou seu primeiro papel na dublagem interpretando a voz de Shep na série de animação Steven Universe Future. Na série, Shep é uma personagem não-binária, assim como Moore.

### Próximos projetos
Moore aparecerá na próxima série de televisão de terror, Magic Hour, uma recriação do Frankenstein de Mary Shelley, dirigida por Che Grayson e filmada em Tóquio, na qual também atua na produção executiva. Moore aparecerá no curta-metragem Spot. Moore faz parte do elenco da sequência do filme de suspense psicológico Escape Room (2019), que estava programado para ser lançado em 1 de janeiro de 2021, mas foi adiado para 2022.
Em junho de 2020, em homenagem ao 50.º aniversário da primeira parada do Orgulho LGBTQ, Queerty nomeou Moore entre as cinquenta pessoas que estavam “liderando a nação em direção à igualdade, aceitação e dignidade para todas as pessoas”.

## Vida pessoal
Moore é uma pessoa trans não binária e agênero e seus pronomes são neutros (they/them na forma singular em inglês). Em 2018, se assumiu poli.

## Filmografia

### Cinema
| Ano  | Título                                  | Papel           | Notas          |
| ---- | --------------------------------------- | --------------- | -------------- |
| 2017 | Spot                                    | Empresária      | Curta-metragem |
| 2018 | Saturday Church                         | Dijon           |                |
| 2019 | Queen & Slim                            | Deusa           |                |
| 2020 | Magic Hour                              | Bella           | Curta-metragem |
| 2020 | A Babysitter's Guide to Monster Hunting | Peggy Drood     |                |
| 2021 | Escape Room: Tournament of Champions    | Brianna Collier |                |
| 2021 | The One                                 | Dra. Watkins    | Curta-metragem |
| 2023 | Nimona                                  | Alamzapam Davis |                |
| 2023 | Aquaman and the Lost Kingdom            | Karshon         |                |
| 2024 | Ponyboi                                 | Charlie         |                |

### Televisão
| Ano       | Título                       | Papel    | Notas                         |
| --------- | ---------------------------- | -------- | ----------------------------- |
| 2018–2021 | Pose                         | Angel    | 26 episódios                  |
| 2019      | Steven Universe              | Shep     | Episódio: "Little Graduation" |
| 2023-2024 | Moon Girl and Devil Dinosaur | Brooklyn | 6 episódios                   |
| 2025      | The Sandman                  | Wanda    | 2 episódios                   |